# Duleep Trophy 2019/20
Die Duleep Trophy 2019/20 war die 58. Ausgabe des indischen First-Class-Cricket-Wettbewerbes.

## Format
Die Mannschaften spielten in einer Gruppe gegen jede andere Mannschaft. Die beiden Erstplatzierten spielen anschließend im Finale den Gewinner des Wettbewerbes aus.

## Stadion
Die Spiele werden auf drei neutrale Stadien ausgetragen.
| Stadion                     | Stadt     | Kapazität |
| --------------------------- | --------- | --------- |
| Just Cricket Academy Ground | Bengaluru |           |
| Three Ovals KSCA Stadium    | Bengaluru |           |
| M. Chinnaswamy Stadium      | Bengaluru | 40.000    |

## Kaderlisten
Die Kader wurden am 6. August 2019 bekanntgegeben.
| First-Class | First-Class | First-Class |
| India Blue | India Green | India Red |
| --- | --- | --- |
| - Shubman Gill (K) - Ashutosh Aman - Ankit Bawne - Ricky Bhui - Aniket Choudhary - Tushar Deshpande - Ruturaj Gaikwad - Shreyas Gopal - Saurabh Kumar - Snell Patel (wk) - Diwesh Pathania - Rajat Patidar - Jalaj Saxena - Anmolpreet Singh - Basil Thampi | - Faiz Fazal (K) - Rahul Chahar - Priyam Garg - Dharmendrasinh Jadeja - Milind Kumar - Siddhesh Lad - Mayank Markande - Rajesh Mohanty - Akshdeep Nath - Ishan Porel - Ankit Rajpoot - Akshath Reddy - Dhruv Shorey - Tanveer Ul-Haq - Akshay Wadkar (wk) - Jayant Yadav | - Priyank Panchal (K) - Varun Aaron - K. S. Bharat (wk) - Harpreet Singh Bhatia - Abhimanyu Easwaran - Ankit Kalsi - Avesh Khan - Ishan Kishan (wk) - Mahipal Lomror - Ronit More - Karun Nair - Axar Patel - Aditya Sarwate - Jaydev Unadkat - Akshay Wakhare - Sandeep Warrier |

## Resultate

### Gruppenphase
Tabelle
Die Tabelle der Saison nahm am Ende die nachfolgende Gestalt an.
| Teams       | Sp. | S | N | U | R | A | DWF | DTF | DLF | ND | BP | Ded | Punkte | Q |
| ----------- | --- | - | - | - | - | - | --- | --- | --- | -- | -- | --- | ------ | - |
| India Red   | 2   | 0 | 0 | 0 | 0 | 0 | 2   | 0   | 0   | 0  | 0  | 0   | 6      |   |
| India Green | 2   | 0 | 0 | 0 | 0 | 0 | 0   | 0   | 1   | 1  | 0  | 0   | 2      |   |
| India Blue  | 2   | 0 | 0 | 0 | 0 | 0 | 0   | 0   | 1   | 1  | 0  | 0   | 2      |   |

Sieg: 6 Punkte; Remis: 0 Punkte
Spiele
| 17. – 20. August Scorecard | Bengaluru (JCAG) | India Blue 122-6 (49) | – | India Green |
|                            |                  | Remis                 |   |             |

| 23. – 26. August Scorecard | Bengaluru (KSCA) | India Red 285 (124) & 297-6 (88) | – | India Blue 255 (83.2) |
|                            |                  | Remis                            |   |                       |

| 29. August – 1. September Scorecard | Bengaluru (KSCA) | India Green 440 (131.3) & 98-3 (54) | – | India Red 441 (145.3) |
|                                     |                  | Remis                               |   |                       |

### Finale
| 4. – 7. September Scorecard | Bengaluru (MSS) | India Green 231 (72.1)                          | – | India Red 388 (135) & 119 (39.5) (f/o) |
|                             |                 | India Red gewinnt mit einem Innings und 38 Runs |   |                                        |